# کاخ هشام
قصر هشام (به عربی: خربة المفجر) یک مکان گردشگری و از سایت‌های مهم باستان‌شناسی ۵ کیلومتری اریحا در کرانه باختری در فلسطین است. این کاخ را هشام بن عبدالملک (۷۲۴–۷۴۳) ساخته و مرکز حکومت ولید بن یزید (۷۴۳–۷۴۴) بوده‌است. این مکان از سه قسمت اصلی: یک کاخ، یک مجتمع حمام مجلل و از یک مستغلات کشاورزی تشکیل شده. همچنین با این سایت یک پارک بزرگ یا محوطهٔ کشاورزی گسترده (الحیر) در شرق کاخ و یک سیستم پیشرفته آبیاری که از چشمه‌های اطراف آب می‌گیرد در ارتباط است.

## نگارخانه

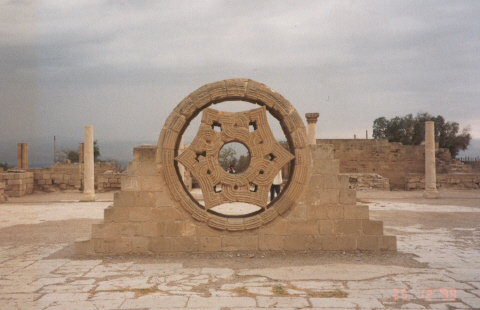
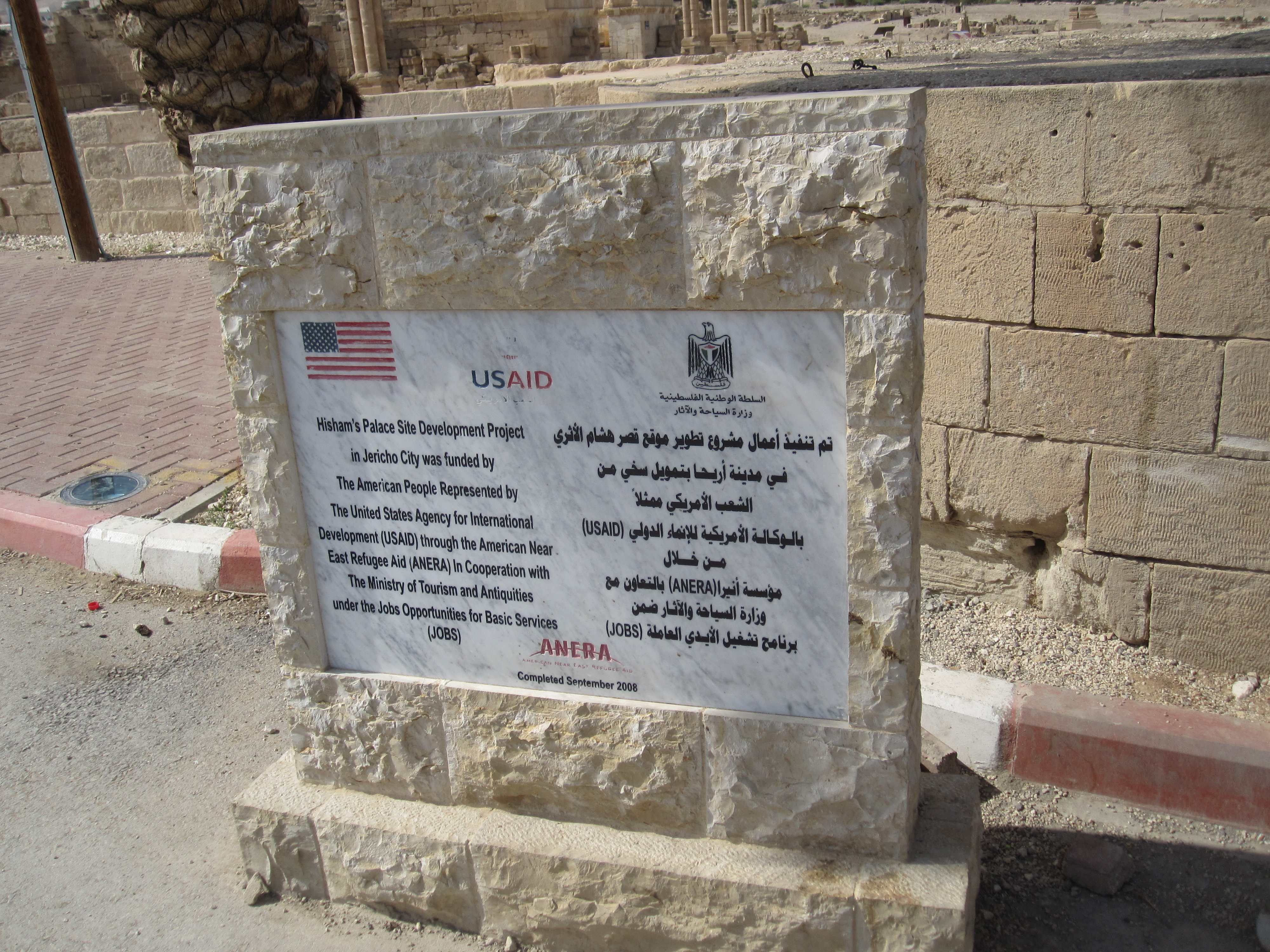
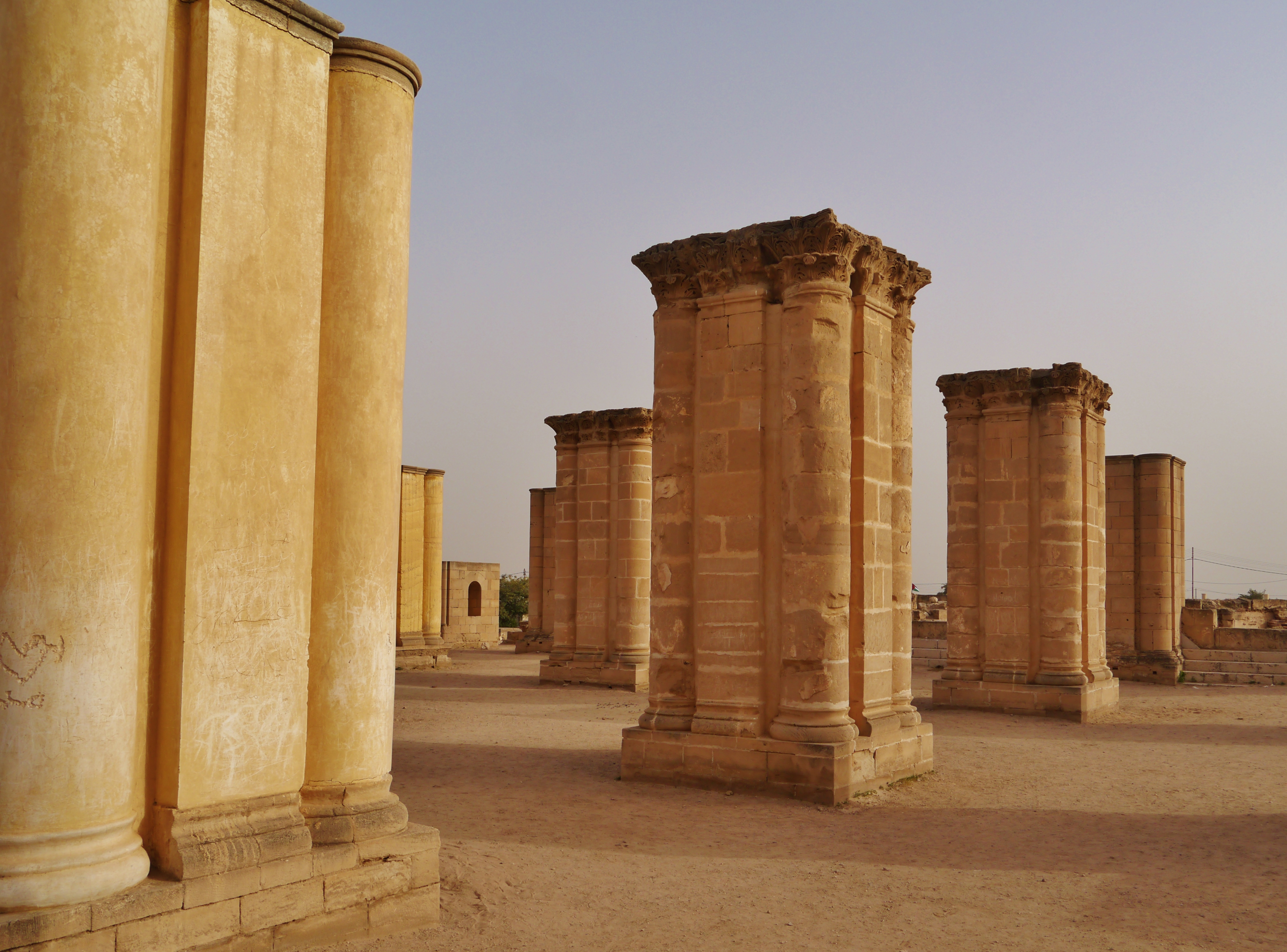
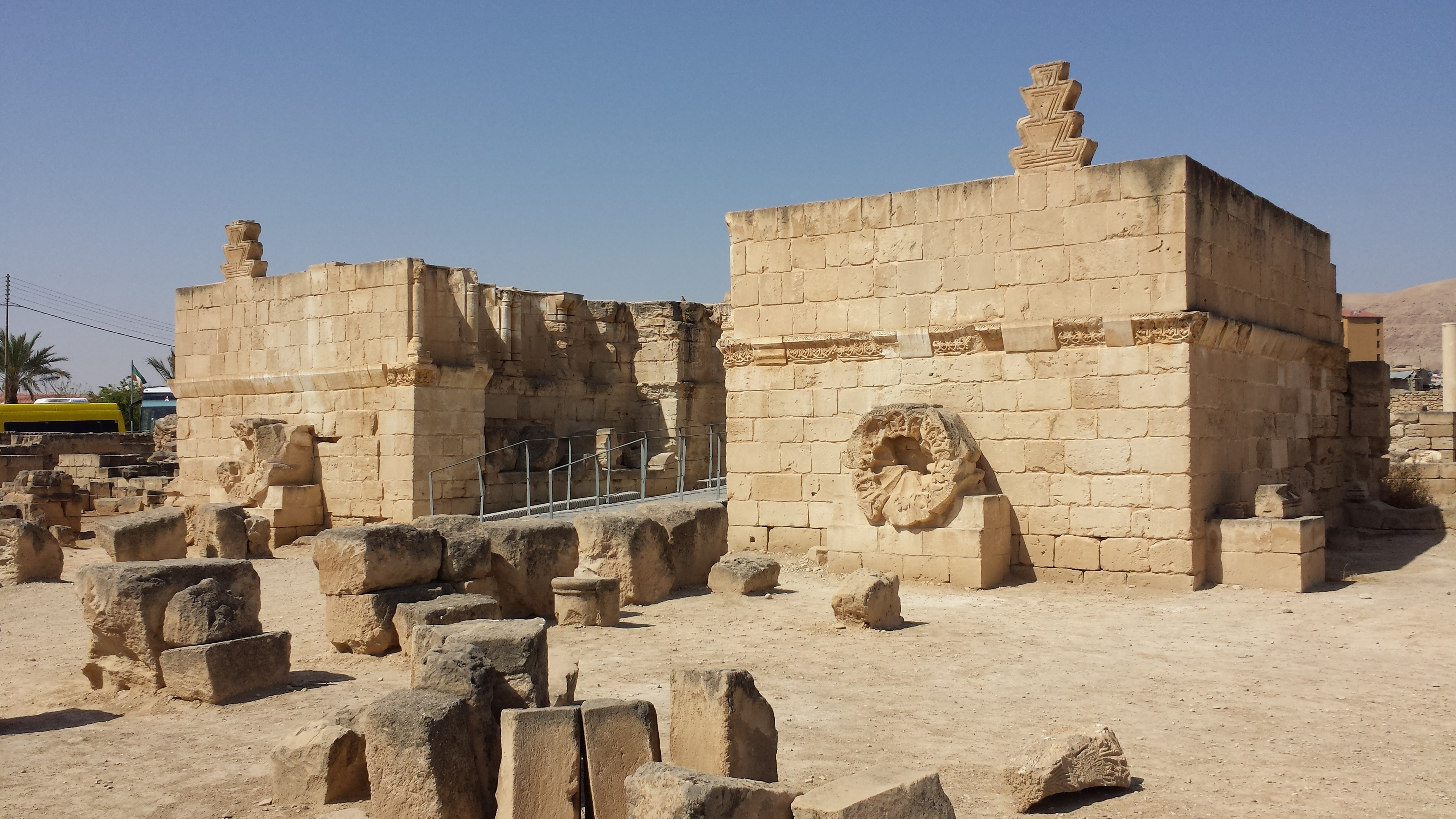